# Jeziora potęgowskie
Jeziora potęgowskie – zespół jezior północno-zachodniego obszaru Pojezierza Kaszubskiego leżący na obszarze powiatów kartuskiego, wejherowskiego i lęborskiego, otoczony częściowo kompleksem leśnym Lasów Mirachowskich Kaszubskiego Parku Krajobrazowego. Akwen jezior należy (poprzez przepływającą przez obszar zespołu Bukowinę) do zlewni rzeki Łupawy. Infrastruktura obsługująca ruch turystyczny koncentruje się w Kamienicy Królewskiej i Potęgowie. Wzdłuż linii brzegowej jezior prowadzi turystyczny Szlak Kaszubski. 
Zespół Jezior Potęgowskich:
- Białe Jezioro
- Jezioro Folwarczne
- Junno
- Jezioro Kamienickie
- Kocenko
- Lubogoszcz
- Jezioro Potęgowskie
  - Jezioro Czarne
  - Odnoga
- Jezioro Święte

## Ochrona Przyrody
- Rezerwat przyrody Jezioro Lubogoszcz
- Rezerwat przyrody Szczelina Lechicka